# Club de hockey junior de Montréal
Pour les articles homonymes, voir Junior de Montréal.
Le Club de hockey junior de Montréal est une équipe de hockey sur glace de la Ligue de hockey junior majeur du Québec (LHJMQ) basée à Montréal ville du Québec au Canada de 2008 à 2011.

## Historique

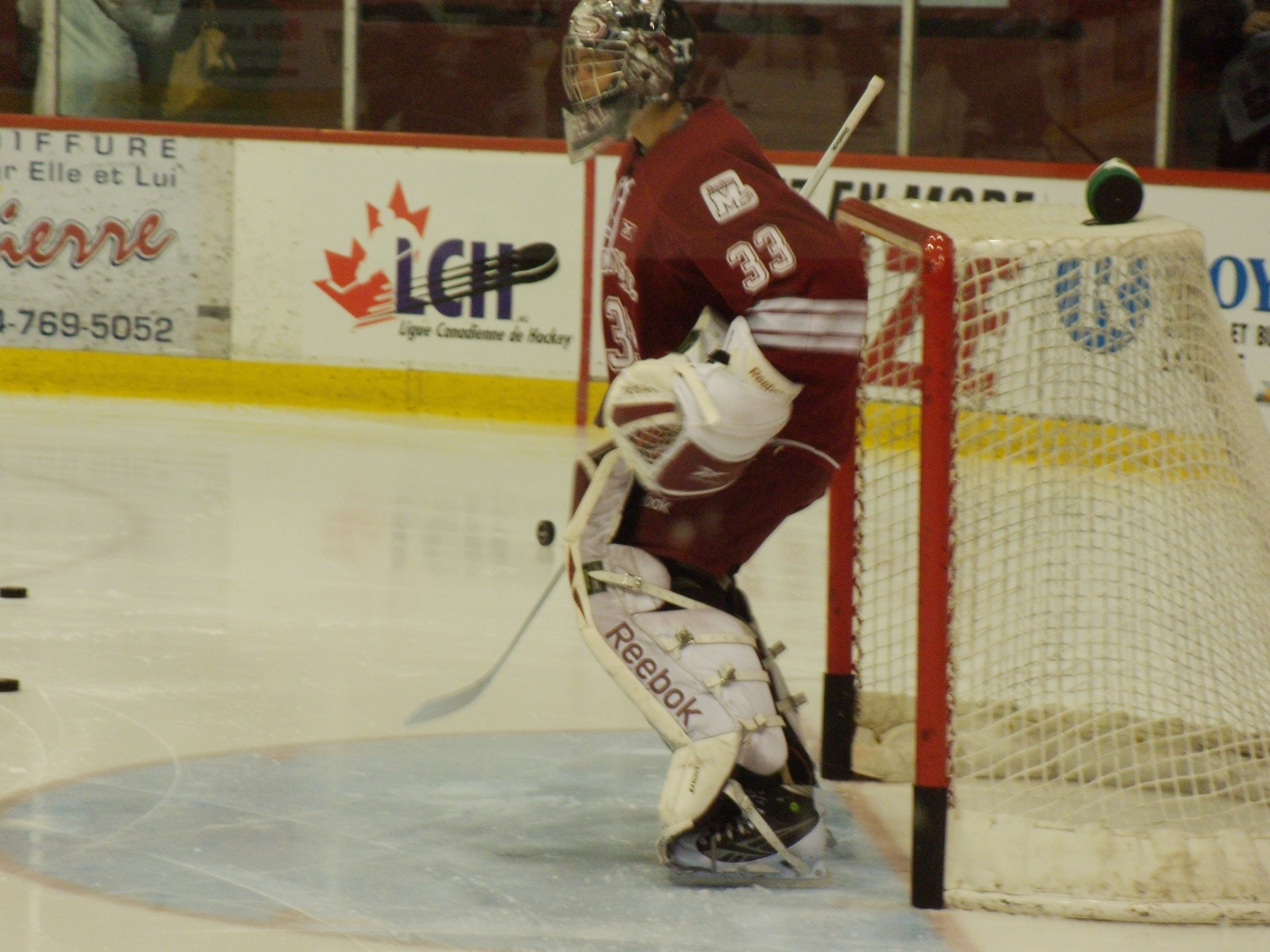
Étienne Marcoux avec le Junior en 2011

En 2008, les Fog Devils de Saint-Jean déménagent à Montréal pour devenir le Club de hockey junior de Montréal, laissant la province de Terre-Neuve-et-Labrador sans aucun représentant dans la LCH,.
La Ligue de hockey junior majeur du Québec annonce le 15 juin 2011 l'acquisition de l'équipe par un groupe d'investisseur mené par Joël Bouchard. Le club est relocalisé à Boisbriand dans le Centre d'Excellence Sports Rousseau à compter de la saison 2011-2012. La nouvelle équipe se nomme l'Armada de Blainville-Boisbriand.

## Statistiques
| Saison    | PJ | V  | D  | DP | DF | Pts | %V   | BP  | BC  | Classement final               | Séries éliminatoires |
| --------- | -- | -- | -- | -- | -- | --- | ---- | --- | --- | ------------------------------ | -------------------- |
| 2008-2009 | 68 | 34 | 30 | 2  | 2  | 70  | 52,9 | 211 | 202 | 2e de la division Telus Ouest  | Quart de finale      |
| 2009-2010 | 68 | 31 | 30 | 2  | 5  | 69  | 45,6 | 215 | 215 | 2e de la division Telus Ouest  | Huitième de finale   |
| 2010-2011 | 68 | 46 | 12 | 5  | 5  | 102 | 75,0 | 263 | 185 | 1er de la division Telus Ouest | Quart de finale      |

## Personnalités de l'équipe

### Entraîneur
Entraîneur-chef et directeur-gérant adjoint : Pascal Vincent